# Franciszek Dembiński (zm. 1653)
Franciszek Dembiński herbu Rawicz (zm. w 1653 roku) – podkomorzy krakowski w latach 1641–1653, chorąży krakowski w latach 1637–1641, starosta wielicki i bocheński, dworzanin Jego Królewskiej Mości w 1633 roku.

## Życiorys
Poseł na sejm koronacyjny 1633 roku, sejm zwyczajny 1637 roku, sejm nadzwyczajny 1637 roku, sejm 1638 roku, sejm 1639, sejm 1641, sejm 1646 roku.
Był posłem na sejm konwokacyjny 1648 roku. Poseł sejmiku proszowickiego na sejm koronacyjny 1649 roku. Poseł na sejm 1649/1650 i 1650 roku.